# Section des Sans-Culottes
La section des Sans-Culottes était, sous la Révolution française, une section révolutionnaire parisienne.

## Représentants
Elle était représentée à la Commune de Paris par :
- Claude Bigand, né en 1754, peintre, demeurant 5 rue des Boulangers-Saint-Victor. Il est guillotiné le 11 thermidor an II (29 juillet 1794).
- Jean Baptiste Henri Antoine Félix, né en 1747, professeur de musique, demeurant rue Copeau (en 1792) puis rue des Fossés-Saint-Victor (en 1793).
- Jean Guillaume Guyot, né en 1761, instituteur, demeurant 7 rue des Boulangers-Saint-Victor. Il est commissaire aux comptes de la Commune.

## Historique
Cette section, qui, connue d’abord sous le nom de « section de Saint-Nicolas-du-Chardonnet », puis sous celui de « section du Jardin-des-Plantes », qu’elle reprit après le 9 thermidor an II (27 juillet 1794). Elle prit le nom de « section des Sans-Culottes » en août 1792 et reprit son ancien nom en ventôse an II.

## Territoire
Il correspondait au Jardin des Plantes.

## Limites
Le bord de la rivière, depuis le boulevard de l'Hôpital jusqu’à la pompe du quai de la Tournelle : la rue des Bernardins des deux côtés la rue Saint-Nicolas, à gauche : la rue Traversine, à gauche, jusqu’à la rue d'Arras : la rue d'Arras à gauche, jusqu’à la rue Clopin : la rue Clopin, à gauche, jusqu’à la rue Bordet : la rue Bordet et Mouffetard, jusqu’à la rue de l'Épée-de-Bois : la rue de l'Épée-de-Bois, à gauche : la rue du Noir, à gauche, jusqu’à la rue Françoise : la rue Françoise et la rue du Puits-de-l'Ermite, à gauche, jusqu’à la rue du Battoir : la rue du Battoir, à gauche, jusqu’à la rue d'Orléans : la rue d'Orléans, à gauche, jusqu’à la rue du Jardin-du-Roi : la rue du Jardin-du-Roi, à gauche, depuis la rue d'Orléans, jusqu’à la rue Buffon : la rue de Buffon, à gauche, jusqu’au boulevard : le bout du boulevard, à gauche, jusqu’à la rivière.

## Intérieur
Les quais de la Tournelle, de Saint-Bernard : le Jardin du Roi, les rues de Seine, du Jardin-du-Roi, du Battoir, Copeaux, partie de celle de la Clef, Triperet, Gracieuse, Neuve-Saint-Médard, Neuve-Saint-Étienne, de la Doctrine Chrétienne, des Fossés-Saint-Victor, des Boulangers, du Faubourg Saint-Victor, Saint-Victor, du Mûrier, du Paon-Saint-Victor, du Bon-Puits, de Versailles, des Folies-Saint-Bernard, le cloître des Bernardins, la Place aux Veaux, etc. ; et généralement tous les rues, culs-de-sac, places, etc., enclavés dans cette limite.

## Population
15 125 habitants, dont 1 695 ouvriers et 3 950 économiquement faibles.

## Local
La section des Sans-Culottes se réunissait dans l’église Saint-Nicolas-du-Chardonnet, située 23 rue des Bernardins.

## 9 Thermidor an II
Lors de la chute de Robespierre, le 9 thermidor an II (27 juillet 1794), la section des Sans-Culottes resta fidèle à la Convention nationale ; seul un représentant de cette section, C. Bigaud prêta serment à la Commune de Paris, il fut guillotiné le 11 thermidor an II (29 juillet 1794).
Rapport d’Edme-Bonaventure Courtois :

« Cette section avait acquis une réputation de sagesse bien méritée, fut constamment agitée depuis le 10 août qu’Hanriot, qui demeurait dans son enceinte, en devint commandant. Tous les hommes éclairés qu’elle contient en avaient été éloignés par la Terreur sous le règne du sans-culottisme, et elle se distingua par toutes ses folies que son nom privilégié de Sans-Culottes semblait excuser. Il n’est donc pas étonnant qu’au 9 thermidor, époque où Hanriot, qui avait plusieurs aides-de-camp ou adjudants et beaucoup d’amis à qui il distribuait de l’argent, dans son sein, était en pleine rébellion contre les autorités nationales, cette section ait éprouvé quelques orages et se soit prononcée un peu tard en faveur de la Convention. »

François Hanriot était membre et commandant de cette section.